# Sounds of a Playground Fading
Sounds of a Playground Fading is het tiende studioalbum van de melodieuze-metalband In Flames. Het album werd op 15 juni 2011 uitgebracht door Century Media Records in Zweden, op 17 juni in Duitsland, op 20 juni in de rest van Europa en op 21 juni in Noord-Amerika.
De leden van In Flames werkten vanaf 11 oktober 2010 in de IF Studios in Göteborg aan hun nieuwe album, opnieuw met producer Roberto Laghi. De band bevestigde op 24 januari 2011 dat het album was opgenomen. Dit is het eerste album dat zonder de oprichter en gitarist Jesper Strömblad werd opgenomen.
De eerste single, Deliver Us, kwam uit op 9 mei 2011.

## Nummers
| Nr. | Titel                         | Duur |
| --- | ----------------------------- | ---- |
| 1.  | Sounds of a Playground Fading | 4:44 |
| 2.  | Deliver Us                    | 3:31 |
| 3.  | All for Me                    | 4:31 |
| 4.  | The Puzzle                    | 4:34 |
| 5.  | Fear is the Weakness          | 4:07 |
| 6.  | Where the Dead Ships Dwell    | 4:27 |
| 7.  | The Attic                     | 3:18 |
| 8.  | Darker Times                  | 3:25 |
| 9.  | Ropes                         | 3:42 |
| 10. | Enter Tragedy                 | 3:59 |
| 11. | Jester’s Door                 | 2:38 |
| 12. | A New Dawn                    | 5:52 |
| 13. | Liberation                    | 5:10 |

## Bandleden
- Anders Fridén – Zanger
- Björn Gelotte – Gitaar
- Peter Iwers – Bas gitaar
- Daniel Svensson – drums
- Niklas Engelin – Gitaar